# Тай Абед
Тай Абед (івр. תאי עבד, нар. 3 серпня 2004, Тель-Авів) — ізраїльський футболіст, атакувальний півзахисник клубу ПСВ.

## Клубна кар'єра
Тай Абед народився у Тель-Авіві і розпочав займатись футболом у місцевому клубі «Маккабі», поки 2019 року не потрапив до школи «Хапоеля» (Тель-Авів).
У серпні 2021 року перейшов у нідерландський ПСВ після вдалого проходження перегляду. Абед також має іспанський паспорт, через що не вважається легіонером у країнах ЄС.

## Збірна Ізраїлю
З юнацькою збірною Ізраїлю до 19 років брав участь у юнацькому чемпіонаті Європи 2022 року в Словаччині, де зіграв у чотирьох матчах на турнірі і забив гол у матчі групового етапу проти Австрії (4:2), а його збірна стала віце-чемпіоном Європи і вперше у своїй історії кваліфікувалась на молодіжний чемпіонат світу 2023 року.